# 世界少女小説全集
『世界少女小説全集』（せかいしょうじょしょうせつぜんしゅう）は、講談社より1957年から1958年にかけて刊行された少女小説の叢書。
箱入りハードカバー。全25巻。
監修は村岡花子、那須辰造。

## 一覧
1. 『バレー・シューズ』（Ballet Shoes、ノエル・ストリートフィールド(Noel Streatfeild)）村岡花子訳
2. 『イルゼの幸福』（Der Trotzkopf、エミー・ローデン(Emmy von Rhoden)）植田敏郎訳
3. 『愛の天使たち』（Sue Barton, Student Nurse、ヘレン・ボイルストン(Helen Dore Boylston)）江間章子訳
4. 『銀翼の少女』（Silver Wings for Vicki、ヘレン・ウェルズ(Helen Wells)）白木茂訳
5. 『森の乙女』（A Girl of the Limberlost、ジーン・ポーター）清水暉吉訳
6. 『探偵少女ナンシー』（The Clue of the Tapping Heels、キャロリン・キーン(Carolyn Keene)）諏訪晃代訳
7. 『友情の小枝』（リュボーフィ・ヴォロンコーワ）清水邦生訳
8. 『かもめ隊の少女』（Pierrette la téméraire、G・トウードウーズ(Georges Toudouze)）那須辰造訳
9. 『ポリーのねがい』（マーガレット・シドニー(Margaret Sidney)）岡上鈴江訳
10. 『難破船のきょうだい』（ジョセフ・シャカン(Joseph Jacquin)&A・ファブル(Aristide Fabre)）三井ふたば子訳
11. 『探偵少女ジュディー』（The Vanishing Shadow、マーガレット・サットン(Margaret Sutton)）松本恵子訳
12. 『マリーナのバイオリン』（E・エムデン(E. Emden)）木村浩訳
13. 『クリスチーヌの冒険』（O・ボーケール(Olivier Beaucaire)）平岡昇訳
14. 『かたみの小箱』（I・タイツ(Iakov Moiseevich Taits)）袋一平訳
15. 『サハラの娘』（A・P＝マルモント(Albert Pierre Hipplyte Joseph Paluel-Marmont)）西条八十訳
16. 『オルコットの花物語』（Flower Fables、ルイザ・メイ・オルコット）勝又紀子訳
17. 『少女記者バルバラ』（エヴァ＝マリア・コカンケ(Eva-Maria Kochanke)）大形孝平訳
18. 『愛の学級』（イリーナ・カルナウーホワ(Irina Valerianovna Karnaukhova)）岩上順一訳
19. 『愛の家族』（ギェムス・セルマー(Gjems Selmer)）植田敏郎訳
20. 『銀幕の少女』（レフ・カッシーリ(Lev Kassil')）清水邦生訳
21. 『山の少女アン』（ジュヌビエーブ・フォックス(Genevieve May Fox)）岸なみ訳
22. 『王女カリディア』（アンドレ・ドメゾーン(Andre Demaison)）三井ふたば子訳
23. 『銀の指ぬき』（Thimble summer、エリザベス・エンライト(Elizabeth Enright)）大門一男訳
24. 『美しいローレット』（ディエレット(Dielette)）那須辰造訳
25. 『ローズマリの秘密』（ベティ・B・アンダーソン(Betty Baxter Anderson)）白木茂訳